# Magic Maze
Magic Maze ist ein kooperatives Brettspiel des Spieleautors Kasper Lapp für einen bis acht Spieler, das 2017 im Verlag Sit Down! erschien und über Pegasus Spiele vertrieben wird. Es handelt sich um ein Spiel im Stil eines Dungeon Crawlers. Während des Spiels muss also ein unbekanntes Terrain erkundet werden, in dem der Spielergruppe spezifische Aufgaben gestellt werden. Im gleichen Jahr wurde das Spiel neben Kingdomino und Wettlauf nach El Dorado für das Spiel des Jahres nominiert. Magic Maze gewann den innoSPIEL 2017 – verliehen vom Friedhelm-Merz-Verlag.

## Spielweise
In Magic Maze spielen die Mitspieler die Rolle von Rollenspiel-Helden, die sich im Einkaufszentrum „Magic Maze“ die Ausrüstung für ihr nächstes Abenteuer stehlen müssen. Die Heldengruppe wird dabei von allen Mitspielern gemeinsam durch das Einkaufszentrum bewegt, wobei die Mitspieler nur sehr eingeschränkt miteinander reden und anderweitig kommunizieren dürfen. Ziel des Spiels ist es, möglichst schnell die gesamte Ausrüstung zu finden, die Diebstähle auszuführen und danach das Kaufhaus durch die Ausgänge wieder zu verlassen.
Das Spielmaterial besteht neben der Spielanleitung aus:
- vier Spielfiguren in vier Farben, die die Helden darstellen,
- 24 Einkaufszentrums-Kartenteilen,
- 12 „Außer Betrieb“-Markern in Form von Kreuzen,
- 9 Aktionskärtchen für 2 bis 8 Spieler und 7 Aktionskärtchen für das Solospiel[2],
- einer Sanduhr mit drei Minuten Laufzeit,
- einer „Tu was!“-Spielfigur,
- einem Diebstahl-Kartenteil und
- einem Wertungsblatt „Das Große Buch der Herausforderungen“

### Spielvorbereitung
Zu Beginn des Spiels wird nur das Startfeld der Einkaufszentrums-Kartenteile in der Spielmitte ausgelegt und die vier Spielfiguren werden in die Mitte dieses Startfeldes gestellt. Die Spieler erhalten die für ihre Spieleranzahl gestalteten Aktionskärtchen, und die Sanduhr, die „Tu was!“-Spielfigur und das Diebstahl-Kartenteil werden bereitgelegt. Die Spieler richten ihre Aktionskärtchen entsprechend der Kompass-Markierung aus.
Der weitere Verlauf richtet sich nach den gewählten Szenarien, wobei in der Spielbeschreibung 17 unterschiedliche Szenarien einschließlich mehrerer Einführungsszenarien beschrieben werden.

### Spielablauf
Das Spiel besteht aus mehreren Phasen, in denen die Helden unterschiedliche Aufgaben haben. In der ersten Phase müssen sie das Einkaufszentrum erkunden und die Ausrüstungsgegenstände finden, die sie stehlen wollen. Sobald alle Helden ihre Ausrüstung gefunden haben und sich auf den entsprechenden Feldern befinden, führen sie den Diebstahl durch (und aktivieren damit den Alarm) und müssen das Einkaufszentrum möglichst schnell wieder verlassen. Schaffen es die Helden, diese Aufgaben vor Ablauf der Zeit zu erfüllen, haben sie das Spiel gewonnen – gelingt es ihnen nicht, verlieren sie das Spiel. Während des Aufbaus darf diskutiert und geplant werden, sobald die Sanduhr umgedreht wurde darf allerdings nicht mehr miteinander kommuniziert werden. Die Spieler dürfen nicht miteinander reden, gestikulieren, Zeichen geben oder Geräusche machen. Die einzige Form der erlaubten Kommunikation sind Anstarren und das Klopfen mit der „Tu was!“-Spielfigur.
Die Mitspieler dürfen während des Spiels zu jeder Zeit so oft sie mögen die Aktionen durchführen, die auf ihren Aktionskärtchen abgebildet sind. Da es keine Spielzüge gibt, führen die Spieler die Aktionen immer dann aus, wenn sie diese als sinnvoll erachten, sie dürfen jedoch die Bewegung eines anderen Spielers nicht unterbrechen. Im Spiel gibt es vier verschiedene Aktionen:
- Bewegung, durch Pfeile auf den Kärtchen gekennzeichnet: Ein Spieler mit einem Bewegungskärtchen darf jederzeit mit jeder Figur eine Bewegung in Pfeilrichtung durchführen.
- Vortex benutzen: Der Spieler mit dem Aktionskärtchen „Vortex benutzen“ kann eine beliebige Heldenfigur von einem beliebigen Feld auf ein beliebiges Vortexfeld der passenden Farbe setzen. Die Vortexfelder werden deaktiviert, sobald die Diebstähle durchgeführt wurden.
- Rolltreppe benutzen: Der Spieler mit der Aktion „Rolltreppe  benutzen“  kann  eine  Heldenfigur von einem  Ende der Rolltreppe zur anderen setzen.
- Erkunden: Der Spieler mit der Aktion „Erkunden“ kann dem Spielplan neue Kartenteile hinzufügen, sobald ein Held auf einem Erkundungsfeld der entsprechenden Farbe in Richtung eines unbekannten Bereichs steht.

Wenn ein neues Kartenteil an den Plan angelegt wurde, kann es dazu kommen, dass ein weiteres Erkundungsfeld mit einem anderen Kartenteil verbunden wird. Diese Verbindung kann danach von allen Helden in beide Richtungen genutzt werden. Wird ein neues Erkundungsfeld an einer Wand eines bereits ausgelegten Kartenteils angelegt, entsteht eine Sackgasse.
Die Sanduhr gibt die Zeit vor, in der der Diebstahl und die Flucht durchgeführt werden müssen. Die Helden können die Zeit verlängern, wenn sie auf das Sanduhr-Feld auf den Kartenteilen kommen; gelingt dies mit einem Helden, bevor sie abgelaufen ist, wird die Sanduhr umgedreht und die Helden dürfen sich bis zu ihrer nächsten Aktion beraten. Ein genutztes Sanduhr-Feld wird mit einem „Außer Betrieb“-Marker deaktiviert. Der Diebstahl wird automatisch ausgeführt, wenn alle vier Helden gleichzeitig auf dem Beutefeld ihrer Farbe stehen. Ist dies geschehen, wird das Diebstahl-Kartenteil umgedreht, so dass die B-Seite sichtbar ist.

### Spielende und Auswertung
Das Spiel kann auf unterschiedliche Weise enden. Die Spieler gewinnen, wenn es ihnen gelingt, vor dem Ablauf der Sanduhr alle Ausrüstungsgegenstände zu erreichen, sie zu stehlen und das Einkaufszentrum durch die Ausgänge wieder zu verlassen. Die Spieler verlieren, wenn ihnen dies nicht gelingt.

## Ausgaben und Rezeption

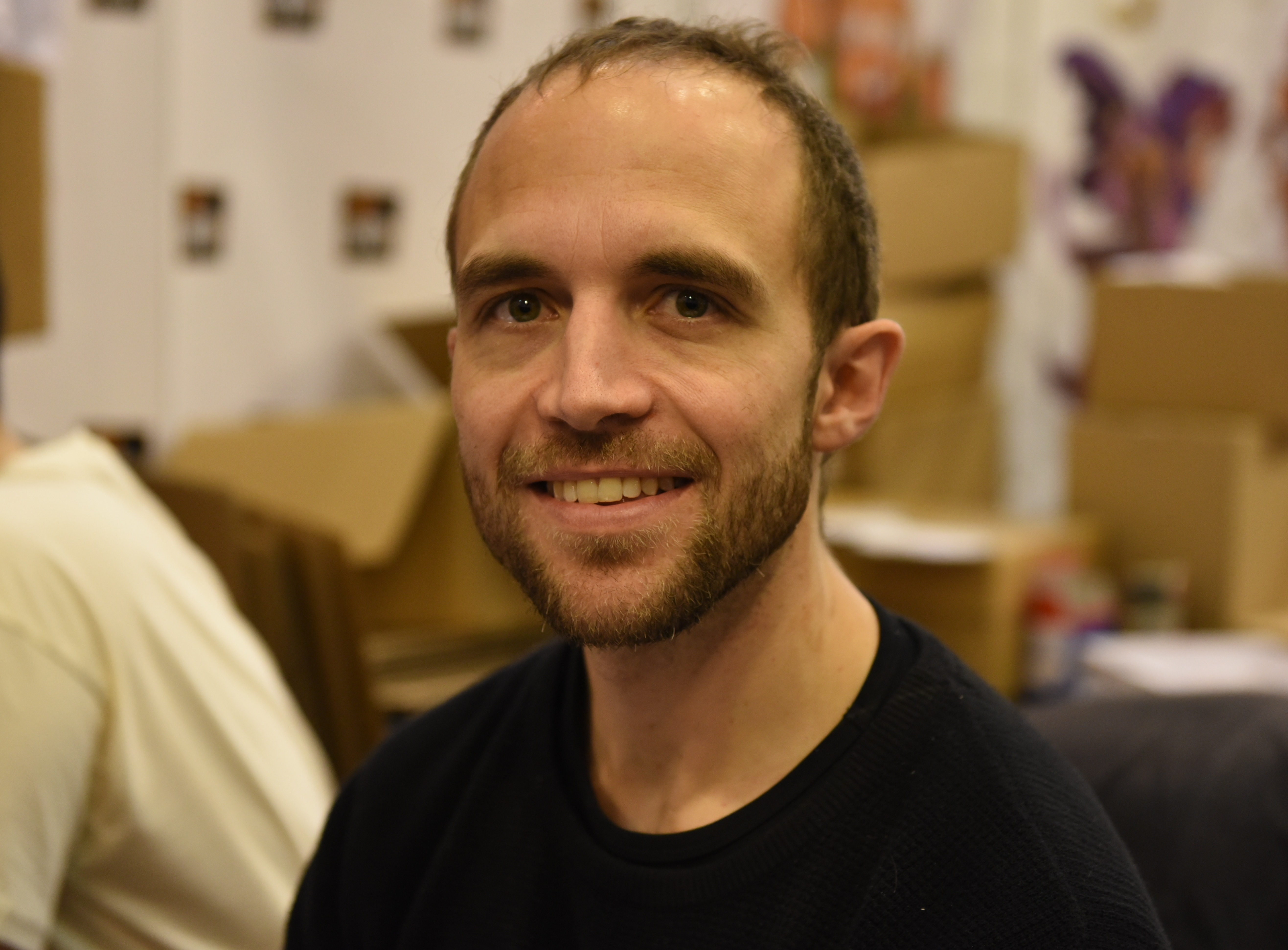
Kasper Lapp auf den Internationalen Spieltagen in Essen 2017

Das Spiel Magic Maze wurde von Kasper Lapp entwickelt und im Februar 2017 im Verlag Sit Down! zur Nürnberger Spielwarenmesse als dessen erstes kommerziell verfügbares Spiel in einer multilingualen Version veröffentlicht. Der Vertrieb erfolgt über Pegasus Spiele, in dem im Mai desselben Jahres zusätzlich eine deutsche Version aufgelegt wurde.
Das Spiel wurde 2017 neben Kingdomino und Wettlauf nach El Dorado für den Spielepreis Spiel des Jahres nominiert. Die Jury begründete die Aufnahme wie folgt:

„Das kooperative „Magic Maze“ eröffnet ein völlig neuartiges Spielgefühl, bei dem niemand auch nur eine Sekunde abschalten will. In der klugen Einführungskampagne steigen die Anforderungen nach und nach, doch auch schon hier kurbeln die außergewöhnlichen Zugregeln sowie das Agieren und Zeitdruck die Adrenalin-Produktion an und bringen die Körper der Spieler in Wallung. Diese mitreißende Hektik lässt einfach niemanden kalt.“

Beim Deutschen Spiele Preis 2017 errang das Spiel den Platz 9.

## Belege
1. 1 2 3 4 5 6 7 8 9  Spielregeln für Magic Maze bei Pegasus Spiele
2. ↑  Die in der Anleitung genannten Regeln fürs Solo-Spiel gelten allerdings als zu schwierig und unausgereift, es wird daher zu Regelabwandlungen geraten, siehe z. B. boardgamegeek.com: Variants for Solo game: a review of the alternatives (engl.).
3. ↑  Magic Maze in der Spieledatenbank Luding; abgerufen am 5. Juli 2017.
4. ↑  
Versionen von Magic Maze in der Datenbank BoardGameGeek; abgerufen am 5. Juli 2017.
5. 1 2  Magic Maze auf der Website des Spiel des Jahres e.V.; abgerufen am 1. Juli 2017.